# Pachymetopon grande
 Pachymetopon grande és un peix teleosti de la família dels espàrids i de l'ordre dels perciformes.

## Morfologia
Pot arribar als 65 cm de llargària total.

## Distribució geogràfica
Es troba a les costes occidentals de l'oceà Índic: des del sud de Moçambic i Madagascar fins al Cap de Bona Esperança (Sud-àfrica).